# Unterseeboot 871
Le Unterseeboot 871 (ou U-871) est un sous-marin allemand utilisé par la Kriegsmarine pendant la Seconde Guerre mondiale.

## Historique
L'U-871 reçoit sa formation de base dans la 4. Unterseebootsflottille à Stettin en Allemagne jusqu'au 31 juillet 1944, où il rejoint la formation de combat la 12. Unterseebootsflottille à Bordeaux.
L'U-871 a été coulé le 26 septembre 1944 dans l'Atlantique nord, au nord-ouest des  Açores à la position géographique de 43° 18′ N, 36° 28′ O par des charges de profondeurs lancées d'un bombardier britannique Boeing B-17 Flying Fortress de l'escadrille Sqdn 220/P.

Les soixante-neuf membres de l'équipage meurent dans cette attaque.

## Affectations successives
- 4. Unterseebootsflottille du 15 janvier 1944 au 31 juillet 1944
- 12. Unterseebootsflottille du 1er août 1944 au 26 septembre 1944

## Commandement
- Kapitänleutnant Erwin Ganzer du 15 janvier 1944 au 26 septembre 1944

## Navires coulés
L'U-871 n'a coulé, ni endommagé de navire au cours de l'unique patrouille qu'il effectua.

## Sources
- (en) U-871 sur le site Uboat.net